# Karang (Slogohimo)
Karang is een bestuurslaag in het regentschap Wonogiri van de provincie Midden-Java, Indonesië. Karang telt 2672 inwoners (volkstelling 2010).